# کیم تورا
کیم تورا (انگلیسی: Quim Torra؛ زادهٔ ۲۸ دسامبر ۱۹۶۲) روزنامه‌نگار، نویسنده، وکیل، ویراستار و سیاستمدار اسپانیا و رهبر منطقه ی کاتالونیا است.